# Falcatifolium
Falcatifolium is een geslacht van coniferen behorend tot de familie van Podocarpaceae. Het geslacht telt vijf soorten van groenblijvende tweehuizige struiken tot grote bomen van maximaal 36 meter hoog. Het geslacht werd voor het eerst beschreven door De Laubenfels in 1969, samengesteld uit soorten die vroeger tot het geslacht Dacrydium werden gerekend.
Het geslacht Facatifolium komt voor in een gebied dat loopt van Nieuw-Caledonië tot het schiereiland Malakka, waaronder Nieuw-Guinea, de Indonesische eilanden Celebes, Borneo en de eilanden Obi en Riau en het Filipijnse eiland Mindoro.
Het geslacht bestaat uit de volgende soorten:
- Falcatifolium angustum de Laub.
- Falcatifolium falciforme (Parl.) de Laub.
- Falcatifolium gruezoi de Laub.
- Falcatifolium papuanum de Laub.
- Falcatifolium sleumeri de Laub. & Silba
- Falcatifolium taxoides (Brongn. & Gris) de Laub.

Acmopyle · 
Afrocarpus · 
Dacrycarpus · 
Dacrydium · 
Falcatifolium · 
Halocarpus · 
Lagarostrobos · 
Lepidothamnus · 
Manoao · 
Microcachrys · 
Microstrobos · 
Nageia · 
Parasitaxus · 
Podocarpus · 
Prumnopitys · 
Retrophyllum · 
Saxegothaea · 
Sundacarpus